# محمد-نبي حبيبي
محمد-نبي حبيبي هو سياسي إيراني، ولد في 19 ديسمبر 1945 في ورامين في إيران، وتوفي في 29 يناير 2019 في طهران في إيران بسبب نوبة قلبية. نشط حزبياً في حزب المؤتلفة الإسلامية. وقد انتخب Mayor of Tehran ‏ (1984 – 1 ديسمبر 1987).